# Fałków (plaats)
Fałków is een dorp in het Poolse woiwodschap Święty Krzyż, in het district Konecki. De plaats maakt deel uit van de gemeente Fałków en telt 1100 inwoners.

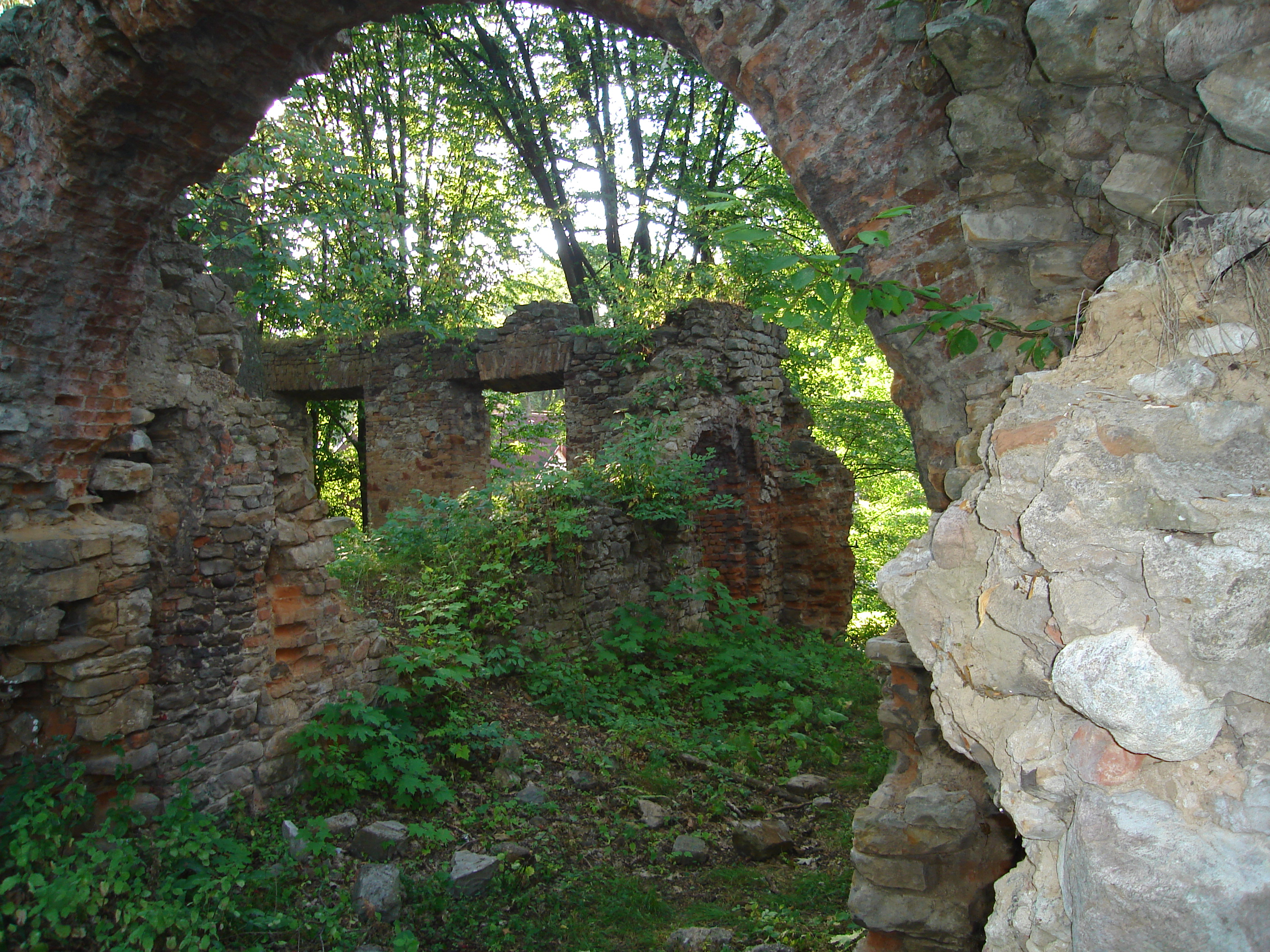
Ruiny zamku